# 이윤지 (아나운서)
이윤지(1994년 5월 16일 ~ )은 대한민국의 방송인이다.

## 경력
- SBS 8 뉴스 스포츠 뉴스 (토, 일 20:30~20:35)
- SBS 오 뉴스 오 클릭 (월~금 17:30~17:33)
- SBS 오 뉴스 간추린 뉴스 (월~금 17:40~17:42)
- 연합뉴스TV 뉴스1번지 (월~금 15:30~16:35)
- 연합뉴스TV 6면시선 뉴스큐브 (월~금 13:50~15:30)
- 연합뉴스TV 뉴스메이커 (월~금 18:25~19:35)
- 연합뉴스TV 뉴스리뷰 (월~금 20:40~21:40)
- 연합뉴스TV 뉴스 24 (월~금 23:55~00:55)